# 위대한 유산 (2012년 영화)
《위대한 유산》(영어: Great Expectations)은 영국과 미국에서 제작된 마이크 뉴얼 감독의 2012년 시대극 드라마 영화이다. 찰스 디킨스의 동명 소설을 바탕으로 제작되었다. 제러미 어바인, 헬레나 보넘 카터, 레이프 파인스 등이 출연하였다.

## 출연진
- 제러미 어바인
- 헬레나 보넘 카터
- 레이프 파인스
- 로비 콜트레인
- 제이슨 플레밍
- 홀리데이 그레인저
- 유언 브렘너
- 샐리 호킨스
- 데이비드 월리엄스
- 제시 케이브
- 올리 알렉산더
- 벤 로이드휴스
- 랠프 아인슨

## 기타 제작진
- 배역: 수지 피기스
- 미술: 짐 클레이
- 의상: 베어트릭스 어루너 퍼스토르